# Hipposcorpaena filamentosa
Hipposcorpaena filamentosa ist eine kleine Fischart aus der Unterfamilie der Skorpionfische (Scorpaeninae) in der Familie der Drachenköpfe (Scorpaenidae). Bisher wurde die Art bei den Philippinen, Indonesien, Papua-Neuguinea, an der Nordküste von Australien und an der Ostküste von Südafrika nachgewiesen.

## Merkmale
Hipposcorpaena filamentosa erreicht eine maximale Standardlänge von 3,5 Zentimeter und zeigt eine rötliche, rotbraune und weißliche Camouflagefärbung. Die Schnauze ist in der Regel weißlich. Kopf und Rumpf sind seitlich stark abgeflacht. Die Körperhöhe liegt bei 40-41 % der Standardlänge. Der Kopf ist groß, das Profil der Schnauze ist konkav. Die vorderen Stacheln der Rückenflosse sind erhöht. Die Membran zwischen dem ersten und dem zweiten Rückenflossenstachel ist mäßig eingeschnitten. Die Membran zwischen den langen unteren sieben Brustflossenstrahlen reicht nur bis zu einem Drittel oder bis zur Hälfte der Länge der Strahlen, so dass diese teilweise frei liegen. Die Artbezeichnung filamentosa verweist auf die filamentartige Hautlappen an der Schnauze, am Unterkiefer, an der unteren Wange, am Rand des Präoperculums und über den Augen. Das Maul ist oberständig. Der Rumpf ist mit kleinen Rundschuppen bedeckt.
- Flossenformel: Dorsale XI–XII/9–10, Anale II/6, Pektorale 14.
- Schuppenformel: mLR 54.

## Lebensraum
Hipposcorpaena filamentosa kommt in küstennahen, schlammigen Riffen in Tiefen von 10 bis 50 Metern vor.

## Systematik
Art und Gattung wurden 1938 durch den amerikanischen Zoologen Henry Weed Fowler anhand eines einzelnen, im Golf von Davao im Süden der Philippineninsel Mindanao gefangenen Exemplars erstmals wissenschaftlich beschrieben. Poss stellte die Art 1999 in die Gattung Rhinopias, ohne dafür Gründe anzugeben. Zwei japanische Ichthyologen verglichen die Art 2005 jedoch mit Rhinopias und anderen Skorpionfischgattungen und zeigten dabei die abweichenden Merkmale von Hipposcorpaena. Die Gattung ist monotypisch.